# サヘル地方
サヘル地方(フランス語：Sahel)はブルキナファソ東部の地方。
2013年の人口は約119.5万人。
中心都市はドリ。

## 行政区画
| 県         | 県都           | 2006年の人口 |
| ---------- | -------------- | ------------ |
| ウダラン県 | ゴロム・ゴロム | 197,240      |
| スム県     | ジボ           | 348,341      |
| セノ県     | ドリ           | 264,815      |
| ヤガ県     | セバ           | 159,485      |

## 地理
- 北：マリ
- 東：ニジェール
- 南東：東部地方
- 南：中北部地方
- 西：北部地方

## 言語
公用語
- フランス語

地域言語
- フラニ語
- タマシェク語
- モシ語[2]